# Taalbad
Een taalbad is een verblijf in een omgeving waar een vreemde taal gesproken wordt om de beheersing van die vreemde taal te verbeteren.

## Onderwijs
Een taalbad wordt als een zeer goede opleidingsmethode voor vreemde talen beschouwd. Vooral de mondelinge taalbeheersing kan daardoor met grote stappen vooruitgaan, mits aan een aantal voorwaarden wordt voldaan:
- Het taalaanbod moet voldoende gevarieerd zijn
- en van voldoende kwaliteit zijn, geen dialect bijvoorbeeld.
- De deelnemer aan het taalbad moet reeds een zeker basisniveau van de taal beheersen om voldoende vordering te kunnen maken, anders gaat er te veel "over hem heen".
- Als een groep deelneemt aan een taalbad, moet men erover waken dat de leden onderling niet terugvallen op hun moedertaal.
- Het taalbad moet voldoende lang duren om zich in de vreemde taal in te leven. Men neemt als vuistregel dat het best zo lang duurt tot men in de vreemde taal denkt.

Het taalbad wordt vooral gebruikt bij het aanleren van een vreemde taal. Ook als de eigen moedertaal dreigt verloren te gaan, bijvoorbeeld door een lang verblijf in het buitenland, kan men een taalbad in de eigen moedertaal organiseren. Ook allochtonen of asielzoekers sturen hun kinderen op verlof naar hun thuisland, onder meer om de taal niet te verleren.
Praktisch wordt een taalbad meestal georganiseerd als
- een verblijf in een gastgezin, eventueel als au pair,
- een combinatie werk-verblijf, bijvoorbeeld als vrijwilligerswerk, een stage of een vakantiejob in het buitenland,
- een combinatie van taalcursus en verblijf in de vreemde-taalomgeving,
- soms kan men er ook via een omweg een taalbad organiseren: een Vlaming schrijft zich bijvoorbeeld in voor een of andere cursus, een sportkamp, een vrijwilligerswerk enz., maar dan bij een Franstalige organisatie. Hij zal dan zijn verblijf doormaken met Franstalige deelnemers.

Een andere manier van organiseren van een taalbad is in België de "taaluitwisseling" tussen Franstaligen en Nederlandstaligen.
- Met steun van het Prins Filipfonds kunnen scholen van beide zijden van de taalgrens klassen uitwisselen. Vooral in de hogere jaren van het secundair onderwijs, als men de tweede landstaal al voldoende kent, volgt de ene klas alle lessen in de gastschool over de taalgrens, terwijl de leerlingen van die school op bezoek zijn in de andere school.
- Dit systeem is nu ook uitgebreid naar het hoger onderwijs, aldaar ERASMUS Belgica genoemd. Zo organiseren bijvoorbeeld de Nederlandstalige HUB en de Franstalige Facultés Universitaires Saint-Louis voor hun rechtenstudies een gedeelte van de opleiding in de andere taal aan de zusterinstelling.
- Ook tussen gezinnen bestaat er een traditie van taaluitwisselingen. In dit geval verblijft een kind één tot twee weken in een anderstalig gezin, waarna een kind uit dat gezin eenzelfde periode doorbrengt in het eerste gezin.

## Immersion
In Franstalig België bestaat het taalbad (immersion, letterlijk onderdompeling) ook als pedagogische aanpak in sommige lagere scholen, geïnspireerd op een Canadees systeem. Er komt dan een leerkracht voor de klas die uitsluitend Nederlands, Engels of Duits praat. Deze leerkracht komt niet noodzakelijk om de taal aan te leren, maar kan ook de andere vakken (rekenen, aardrijkskunde e.d.) in het Nederlands/Engels/Duits aanbrengen. Dit kan gebeuren gedurende één of twee aaneensluitende weken, maar ook bijvoorbeeld één dag per week, gedurende het hele schooljaar.
Het systeem kent meer en meer succes (van 7 scholen bij de start in 1999 naar 113 basisscholen in 2007-2008 en 69 secundaire scholen in 2008-2009), zodanig zelfs dat het een probleem wordt om voldoende leerkrachten te vinden met een pedagogisch diploma behaald in de taal die men aanbrengt en met voldoende kennis van het Frans. Ongeveer 25% van de scholen biedt Engels aan, 5% Duits. De rest van de scholen biedt Nederlands aan.
Het stijgend succes heeft ook tot gevolg dat de scholen die een taalbad Nederlands aanbieden zeer gewild zijn bij ouders die een goede tweetaligheid van hun kinderen beogen. Wat vervolgens geleid heeft tot lange wachtlijsten voor de inschrijving bij deze taalbadscholen. Een school in Court-Saint-Étienne schreef op 1 september 2008 zelfs al enkele ongeboren kinderen in.
Het systeem van "immersion" komt ook voor in Frankrijk, maar dan omgekeerd, om de eigen minderheidstaal levend te houden. Zo kunnen in Corsica, Bretagne (de zogenaamde Diwan-scholen) een aantal lessen in het Frans vervangen worden door lessen in de plaatselijke taal.
Duitsland kent iets gelijkaardigs voor het Sorbisch en het Nederlands (enkele scholen in het Westen van Duitsland).
Enigszins -maar niet volledig- vergelijkbaar daarmee is in Vlaanderen de Onthaalklas voor anderstalige nieuwkomers.

## Voetnoten
1. ↑  (fr)L'immersion linguistique dans le fondamental
2. ↑  (fr) L’immersion linguistique dans l'enseignement secondaire